# UniteUp!
UniteUp! es un proyecto japonés de medios mixtos creado por Sony Music Entertainment Japan. Comenzó con un canal de YouTube creado en noviembre de 2021, con canciones de varios artistas lanzadas en el canal. Una serie de televisión de anime de CloverWorks se transmitió desde enero de 2023 hasta abril de 2023. Una segunda temporada, titulada UniteUp! -Uni:Birth-, se estrenará en enero de 2025.

## Personajes

### Protostar
Akira Kiyose (清瀬明良 Kiyose Akira?)
 Seiyū: Kikunosuke Toya
Banri Naoe (直江万里 Naoe Banri?)
 Seiyū: Ryōtarō Yamaguchi
Chihiro Isuzugawa (五十鈴川千紘 Isuzugawa Chihiro?)
 Seiyū: Amon Hirai

### Legit
Daiki Takao (高尾大毅 Takao Daiki?)
 Seiyū: Magura Sukegawa
Eishiro Nijo (二条瑛士郎 Nijo Eishiro?)
 Seiyū: Shinnosuke Morikage
Fuga Togo (東郷楓雅 Togo Fuga?)
 Seiyū: Ryūichirō Sakata

### Jaxx/Jaxx
Gakuto Haruka (春賀楽翔 Haruka Gakuto?)
 Seiyū: masa
Homare Katsura (桂ほまれ Katsura Homare?)
 Seiyū: Yūki Shimomae
Izumi Kashii (ラ香椎一澄 Kashii Izumi?)
 Seiyū: Takumi Magoshi
Jun Wakasa (若桜潤 Wakasa Jun?)
 Seiyū: Kōsei Tsubokura
Kanata Morinomiya (森ノ宮奏太 Morinomiya Kanata?)
 Seiyū: Gaku Takumoto

### AneLa
Lin Otsuki (大月凛 Otsuki Rin?)
 Seiyū: Sōma Saitō
Maoto Tsujido (辻堂真音 Tsujido Maoto?)
 Seiyū: Yoshiki Nakajima

## Producción y lanzamiento
Se anunció una serie de televisión de anime de CloverWorks durante el evento Aniplex Online Fest 2022 el 24 de septiembre de 2022. El anime está dirigido por Shin'ichiro Ushijima, con Rino Yamazaki supervisando los guiones de la serie, Majiro diseñando los personajes y actuando como director de animación junto con Asami. Komatsu y Yurie Hama, y Yuki Hayashi componiendo la música. Se estrenará el 7 de enero de 2023 en Tokyo MX y otras redes. Crunchyroll obtuvo la licencia de la serie fuera de Asia. Muse Communication obtuvo la licencia de la serie en el sur y sudeste de Asia.
El 21 de enero, se anunció que la serie entró en pausa después del episodio 3 debido a la pandemia de COVID-19.
El 30 de julio de 2023 se anunció una segunda temporada. La segunda temporada, titulada UniteUp! -Uni:Birth-, se estrenará el 11 de enero de 2025.